# Девлет III Ґерай
Девлет III Ґерай (Кара-Девлет Ґерай) (нар. 1647 — пом. 1717) — кримський хан у 1716—1717 р.р. з династії Ґераїв, наступник Каплана I Ґерая, попередник Саадета IV Ґерая. Син Аділя Ґерая, онук Селямета II Ґерая. Був калгою при Сафі Ґераї.

## Життєпис
Призначення Кара-Девлета Ґерая відбулося не в останню чергу тому, що до нього на кримський трон протягом останніх років сходили тільки члени сім'ї Селіма I Ґерая, що стали дуже популярними і в Кримському ханстві, і в Османській імперії. Ширилися чутки, що яничари були готові посадити одного з них на османський престол. Щоб не допустити надмірного посилення цієї сім'ї, султан вирішив зробити ханом людину, яка походила з іншої гілки династії.
Девлет III, як і Саадет III Ґерай, був відразу ж після церемонії призначення ханом у Стамбулі відправлений в австрійський похід. Він зупинився в Буджаку, пославши до Криму за військом.
Проте султан невірно оцінив настрої в Криму. Кримські татари вважали, що нащадки Селіма I Ґерая повинні бути першочерговими кандидатами на ханство. Кримські беї попри тертя, що виникали у них деколи з ханами, поважали нащадків Селіма I Ґерая за їх неабиякі якості. Беї і народ обурилися рішенням султана і зажадали поставити на ханство кого-небудь з дітей Селіма I Ґерая.
Беручи до уваги складну військову ситуацію і небажаність бунту в Кримському ханстві, султан визнав за краще прислухатися до їх думки. Девлет III Ґерай був зміщений, так і не побувавши в Криму, а на його місце призначений син Селіма I Ґерая Саадет IV Ґерай.
З Буджака колишній хан відправився в Янболу, де помер в тому ж році.